# کوه ولویاک
کوه ولویاک (به لاتین: Volujak) یک رشته‌کوه در مونته‌نگرو است که در بوسنی و هرزگوین واقع شده‌است. کوه ولویاک ۲٬۳۳۶ متر بالاتر از سطح دریا واقع شده‌است.